# メロン記念日 FINAL STAGE "MELON'S NOT DEAD"

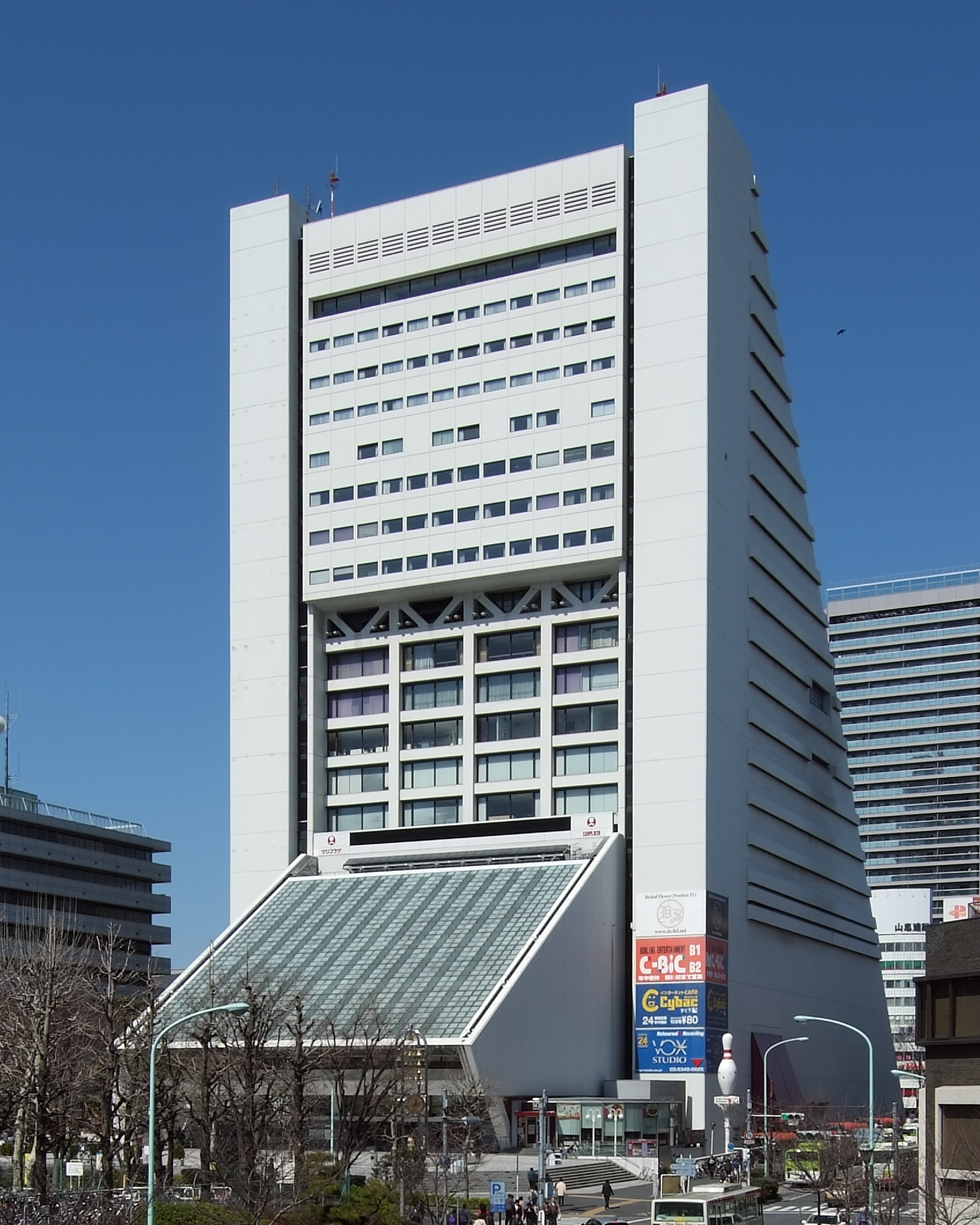
メロン記念日の解散ライブが行われた中野サンプラザ

「メロン記念日 FINAL STAGE "MELON'S NOT DEAD"」（メロンきねんび ファイナルステージ メロンズノットデッド）は、メロン記念日のライブビデオ。

## 概要
2010年5月の中野サンプラザでのラストライブの模様を収録。
メジャー盤映像作品としては、「メロン記念日シングルVクリップス③」以来3年振りのリリース。

## 収録曲

### DISC1
1. メロン記念日のテーマ
2. 香水
3. 夏の夜はデインジャー!
4. MC
5. ガールズパワー・愛するパワー
6. さぁ! 恋人になろう
7. 夏
8. 遠慮はなしよ!
9. 赤いフリージア
10. アンフォゲッタブル
11. 恋の仕組み。
12. LEATHER
13. かわいい彼
14. 電話待っています
15. sweet suicide summer story
16. 青春・オン・ザ・ロード
17. メロン記念日 ライブの軌跡
18. DON'T SAY GOOD-BYE
19. 愛だ!今すぐROCK ON!
20. ロマンチックを突き抜けろ! 〜Break it now〜
21. ALL AROUND ROCK
22. キスして欲しい
23. お願い魅惑のターゲット
24. メロンティー
25. This is 運命
26. ピンチはチャンス バカになろうぜ!
27. さあ、早速盛り上げて 行こか~!!

### DISC2
1. 甘いあなたの味
2. サクラ色の約束
3. MC
4. ALWAYS LOVE YOU
5. MC
6. ENDLESS YOUTH
7. This is 運命

特典映像
1. スキップ（FINAL TOUR Ver.）
2. ピンチはチャンス バカになろうぜ!（FINAL TOUR Ver.)

## 「メロン記念日 FINAL TOUR "MELON'S NOT DEAD"」データ
| 都府県 | 会場              | 公演日 （2010年） | 開場/開演 （JST）                 |
| ------ | ----------------- | ----------------- | --------------------------------- |
| 大阪府 | Zepp Osaka        | 4月24日           | 17:00/18:00                       |
| 愛知県 | CLUB DIAMOND HALL | 4月25日           | 昼 - 14:00/15:00 夜 - 18:00/19:00 |
| 東京都 | 中野サンプラザ    | 5月3日            | 18:00/19:00                       |

### 備考
中野サンプラザ公演開催前の15:30より、『MELON FILM GIGS〜メロン記念日ライブの軌跡〜※おまけあり』と題したスペシャルイベントが行われた。これは当日分のチケットが即日完売となったことで、とれなかったファンの為にもお礼のイベントをしたいというメンバーの希望により実現したもの。2002年のファーストコンサートから2010年のSHIBUYA-AX公演までのダイジェスト映像の上映と、メンバーによるミニライブで構成された。なお、このイベントにはラジオNIKKEIの渡辺和昭も観覧しており、上映後『赤いフリージア』を歌唱した際に柴田あゆみが涙声でかすれたことを述懐している。